# حبيل الشراج (حالمين)

تعديل مصدري - تعديل

حبيل الشراج هي إحدى قرى عزلة حبيل الريدة بمديرية حالمين التابعة لمحافظة لحج، بلغ تعداد سكانها 138 نسمة حسب تعداد اليمن لعام 2004.